# Parachutiste malgré lui
Pour plus de détails, voir Fiche technique et Distribution.
Parachutiste malgré lui (Jumping Jacks) est un film américain réalisé par Norman Taurog, sorti en 1952.

## Synopsis
Chick Allen (Dean Martin) est un parachutiste. Il invite son ancien partenaire, Hap Smith (Jerry Lewis), à le tirer d'embarras pour un spectacle que lui et les autres soldats préparent. Pourtant, le général est mécontent de la qualité de spectacles passés et menace de les éliminer à moins que la qualité ne s'améliore, ce pourquoi Chick a invité Hap à les aider.

## Fiche technique
- Titre original : Jumping Jacks
- Réalisateur : Norman Taurog, assisté d'Oscar Rudolph (non crédité)
- Scénario : Brian Marlow[1], Herbert Baker
- Direction artistique : Henry Bumstead, Hal Pereira
- Costumes : Edith Head
- Directeur de la photographie : Daniel L. Fapp
- Montage : Warren Low et Stanley Johnson
- Musique : Joseph Lilley[2]
- Producteur : Hal B. Wallis
- Société de production : Paramount Pictures
- Pays d’origine :  États-Unis
- Langue : Anglais
- Format : Noir et blanc - 35 mm - 1,37:1 - Mono (Western Electric Recording)
- Genre : Comédie
- Durée : 96 min.
- Date de sortie : États-Unis 11 juin 1952
- Affiche : Boris Grinsson, Clément Hurel (France)

## Distribution
- Dean Martin (VF : Michel Gudin) : le caporal Chick Allen, qui demande à son ancien partenaire à l'aider monter un spectacle de qualité dans l'unité de parachutistes où il sert
- Jerry Lewis (VF : Eddy Rasimi)  : Hap Smith, son ancien partenaire pris à tort pour un vrai parachutiste
- Mona Freeman (VF : Michele Bardollet)  : Betsy Carter, la nouvelle partenaire de Hap
- Don DeFore : le lieutenant Kelsey
- Robert Strauss (VF : Jean Violette) : la sergent McCluskey
- Richard Erdman (VF : Guy Pierrault) : le soldat Dogface Dolan, avec lequel Hap est confondu
- Ray Teal (VF : Claude Peran) : le général de brigade W.W. Timmons
- Marcy McGuire (VF : Renée Simonot)  : Julia Loring
- Danny Arnold : le soldat Evans
- Edwin Max : Sam Gilmore
- Alex Gerry : Earl White, un producteur de Broadway
- Charles Evans : le général Bond
- Jody Gilbert : la secrétaire d'Earl White
- James Flavin : le général Sterling
- Arthur Space : le docteur